# Governador-geral de Tuvalu
O cargo de governador-geral de Tuvalu é ocupado pelo representante do monarca de Tuvalu, ao qual cabe exercer o poder executivo supremo na Comunidade das Nações. Atualmente o monarca de Tuvalu é a Rainha Isabel II, e o atual governador-geral é Iakoba Italeli.

## Lista de governadores-gerais de Tuvalu
| Governador-geral | Governador-geral | Governador-geral       | Mandato                | Mandato                | Monarca   |
| Governador-geral | Governador-geral | Governador-geral       | Início                 | Fim                    | Monarca   |
| ---------------- | ---------------- | ---------------------- | ---------------------- | ---------------------- | --------- |
| 1                |                  | Fiatau Penitala Teo    | 1 de Outubro de 1978   | 1 de Março de 1986     | Isabel II |
| 2                |                  | Tupua Leupena          | 1 de Março de 1986     | 1 de Outubro de 1990   | Isabel II |
| 3                |                  | Toaripi Lauti          | 1 de Outubro de 1990   | 1 de Dezembro de 1993  | Isabel II |
| 4                |                  | Tomu Sione             | 1 de Dezembro de 1993  | 21 de Junho de 1994    | Isabel II |
| 5                |                  | Tulaga Manuella        | 21 de Junho de 1994    | 26 de Junho de 1998    | Isabel II |
| 6                |                  | Tomasi Puapua          | 26 de Junho de 1998    | 9 de Setembro de 2003  | Isabel II |
| 7                |                  | Faimalaga Luka         | 9 de Setembro de 2003  | 15 de Abril de 2005    | Isabel II |
| 8                |                  | Filoimea Telito        | 15 de Abril de 2005    | 19 de Março de 2010    | Isabel II |
| -                |                  | Kamuta Latasi          | 19 de Março de 2010    | 16 de Abril de 2010    | Isabel II |
| 9                |                  | Iakoba Italeli         | 16 de Abril de 2010    | 22 de Agosto de 2019   | Isabel II |
| -                |                  | Teniku Talesi Honolulu | 22 de Agosto de 2019   | Janeiro de 2021        | Isabel II |
| -                |                  | Samuelu Teo            | Janeiro de 2021        | 28 de Setembro de 2021 | Isabel II |
| 10               |                  | Tofiga Vaevalu Falani  | 28 de Setembro de 2021 | Presente               | Isabel II |